# Домінік Кубалик
Домінік Кубалик (чеськ. Dominik Kubalík; 21 серпня 1995, м. Пльзень, Чехія) — чеський хокеїст, лівий нападник. Виступає за ХК «Пльзень» у Чеській Екстралізі.
Вихованець хокейної школи клубу «Пльзень». Виступав за команди «Пльзень», «Садбері Вулвс» (ОХЛ), «Кітченер Рейнджерс» (ОХЛ), ХК «Гавлічкув-Брод».
У чемпіонатах Чехії — 32 матчі (4+3).
У складі національної збірної Чехії чемпіон світу 2024.
У складі молодіжної збірної Чехії учасник чемпіонату світу 2015. У складі юніорської збірної Чехії учасник чемпіонату світу 2013.
Брат: Томаш Кубалик.